# Independent Foreign Fiction Prize
Der Independent Foreign Fiction Prize war ein von der britischen Tageszeitung The Independent begründeter Literaturpreis für einen nicht-englischsprachigen Roman und seine englische Übersetzung.
Der Leiter des Independent-Literaturressorts stand einer Jury aus bekannten Literaten und Kritiken vor, die jährlich eine Longlist und schließlich eine Shortlist mit sechs Kandidaten erstellten, bevor im Mai der Preisträger gekürt wurde. Der Preis wurde erstmals 1990 verliehen, jedoch nicht zwischen 1996 und 2001. Im Jahr 2002 wurde der Preis mit finanzieller Hilfe des Arts Council wiederbelebt und seither von der Wohltätigkeitsorganisation Booktrust verwaltet. 2016 ging der mit zuletzt 10.000 Pfund Sterling dotierte Preis in den neu strukturierten Man Booker International Prize auf, der 2020 in International Booker Prize umbenannt wurde.

## Preisträger
- 1990: Orhan Pamuk, The White Castle, übersetzt von Victoria Holbrook
- 1991: Milan Kundera, Immortality, übersetzt von Peter Kussi
- 1992: Simon Leys, The Death of Napoleon, übersetzt von Patricia Clancy
- 1993: José Saramago, The Year of the Death of Ricardo Reis, übersetzt von Giovanni Pontiero
- 1994: Bao Ninh, The Sorrow of War, übersetzt von Phanh Thanh Hao
- 1995: Gert Hofmann, The Film Explainer, übersetzt von Michael Hofmann
- 2002: W. G. Sebald, Austerlitz, übersetzt von Anthea Bell
- 2003: Per Olov Enquist, The Visit of the Royal Physician, übersetzt von Tiina Nunnally
- 2004: Javier Cercas, Soldiers of Salamis, übersetzt von Anne McLean
- 2005: Frédéric Beigbeder, Windows on the World, übersetzt von Frank Wynne
- 2006: Per Petterson, Out Stealing Horses, übersetzt von Anne Born
- 2007: José Eduardo Agualusa, The Book of Chameleons, übersetzt von Daniel Hahn
- 2008: Paul Verhaeghen, Omega Minor, übersetzt vom Autor
- 2009: Evelio Rosero, The Armies, übersetzt von Anne McLean
- 2010: Philippe Claudel, Brodeck’s Report, übersetzt von John Cullen
- 2011: Santiago Roncagliolo, Red April, übersetzt von Edith Grossman
- 2012: Aharon Appelfeld, Blooms of Darkness, übersetzt von Jeffrey Green
- 2013: Gerbrand Bakker, The Detour, übersetzt von David Colmer
- 2014: Hassan Blasim, The Iraqi Christ, übersetzt von Jonathan Wright
- 2015: Jenny Erpenbeck, The End of Days,[2] übersetzt von Susan Bernofsky

## Belege
1. ↑   Porträt (Memento des Originals vom 21. April 2016 im Internet Archive)  Info: Der Archivlink wurde automatisch eingesetzt und noch nicht geprüft. Bitte prüfe Original- und Archivlink gemäß Anleitung und entferne dann diesen Hinweis. des Man Booker International Prize bei themanbookerprize.com (abgerufen am 21. April 2016).
2. ↑  Jenny Erpenbeck’s The End of Days wins Independent Foreign Fiction Prize, The Irish Times vom 27. Mai 2015, abgerufen am 3. Juni 2015 (englisch)